# Hackelia bhutanica
Hackelia bhutanica är en strävbladig växtart som beskrevs av Robert Reid Mill. Hackelia bhutanica ingår i släktet Hackelia och familjen strävbladiga växter. Inga underarter finns listade i Catalogue of Life.